# ناصر بارازيت
ناصر بارازيتي (بالهولندية: Nacer Barazite) (ولد في 27 مايو 1990 في أرنهيم) لاعب كرة قدم هولندي يحمل كلا الجنسيتين مغربية وهولندية من أصول مغربية .
ويلعب حاليا لنادي اتريخت الهولندي

## روابط خارجية
- ناصر بارازيت على موقع الاتحاد الأوربي (الإنجليزية)
- ناصر بارازيت على موقع قاعدة بيانات كرة القدم.إي يو (الإنجليزية)
- ناصر بارازيت على موقع بيانات كرة القدم. دي إي (الألمانية)
- ناصر بارازيت على موقع Soccerbase.com (لاعب) (الإنجليزية)
- ناصر بارازيت على موقع Soccerway.com (الإنجليزية)
- ناصر بارازيت على موقع عالم كرة القدم.نت (الإنجليزية)
- ناصر بارازيت على موقع كووورة
- ناصر بارازيت على موقع AS.com (الإسبانية)